# Geba (comptoir portugais)
Geba était un comptoir portugais de la Sénégambie (auj. Guinée-Bissau). C'est de nos jours Bafatá. 

## Histoire
Fondé par les Portugais sur le fleuve Geba chez les Mandingues, le comptoir, utilisé pour le commerce du cuirs, de la cire, de l'or et de l'ivoire, était situé à 145 km de Bissau et était peuplé de 750 habitants. 
Jusqu'à la seconde moitié du XIXe siècle, Geba est le plus important comptoir portugais ainsi que celui établi le plus à l'est, ce qui le plaçait au centre des échanges entre l'Afrique et l'Atlantique. Il permettait de relier l'empire de Kaabú. En raison des guerres peuhls de la seconde moitié du XIXe, le comptoir décline puis est oublié.
Il s'agit de nos jours d'un village isolé mais « en tant que lieu spirituel et historique, Geba est une importante ressource et favorise l'intégration ethnique et religieuse à la base, créant et renforçant l'estime que les populations tirent du passé de Geba ».